# Grace Chisholm Young
Grace Chisholm Young   (Haslemere, 15 de març de 1878 - Croydon, 29 de març de 1944) va ser una matemàtica anglesa, autora de nombroses obres sobre pedagogia i didàctica de les matemàtiques.

## Biografia
Grace Chisholm Young va néixer el 1868 a prop de Londres, Regne Unit, durant el regnat de la Reina Victòria. Era la més petita i l'única dona entre quatre germans. El seu pare, Henry William Chisholm, havia tingut un càrrec prestigiós en el Departament de Pesos i mesures del Govern britànic i la seva mare, Anna Louisa Bell, era una consumada pianista que, al costat del seu pare, donava recitals de violí i piano a Haslemere Town Hall. Tenien 44 i 59 anys, respectivament, quan ella va néixer. Un dels seus germans grans, Hugh Chisholm, va obtenir fama per l'edició de l'Enciclopèdia Britànica i la influència en l'edició de The Times.
La formació acadèmica de Grace Chisholm Young es va trobar amb una sèrie de dificultats, perquè va néixer en una època en la qual l'accés a l'educació era limitat per a la població en general i encara més per a les dones. El 1881, el 20% de la població d'Anglaterra encara no sabia escriure el seu nom. No obstant això, pertanyia a una família de classe alta, i va rebre una elevada educació.
En ser l'única filla, se la va sobreprotegir i va poder estudiar el que més li agradava: càlcul mental i música. La seva mare va ser la seva tutora fins als deu anys, sent després educada per institutrius fins als disset anys, quan va aprovar els exàmens de la Universitat de Cambridge; ja se la consideradava una estudiant brillant en matemàtiques però, com a totes les dones de l'època, no se li va permetre seguir els estudis. Als 21 anys, va decidir continuar estudiant, en principi medicina, per dedicar-se a treballs socials, però la seva família s'hi va oposar i amb el suport del seu pare va decidir estudiar matemàtiques al Girton College, on va rebre classes de William Young, que posteriorment arribaria a ser el seu espòs, i d'Arthur Cayley, però va tenir dificultats per poder assistir a les seves classes.
El 1893, Grace Chisholm Young va aprovar els seus exàmens finals amb l'equivalent a un títol de primer nivell, classificant-se entre el lloc 23 i 24 en relació amb 112 homes.
També va fer (de forma extraoficial, com un desafiament, amb Isabel Maddison) l'examen Final de Honor per a la Facultat de Matemàtiques a la Universitat d'Oxford l'any 1892. Com a resultat d'això, es va convertir en la primera persona a obtenir un títol de primer grau a les universitats d'Oxford i Cambridge en qualsevol matèria.
Chisholm va romandre a Cambridge per un any addicional per completar la Part II del Mathematical Tripos, fet inusual per a les dones aleshores.
Volia continuar els estudis i, ja que les dones encara no havien estat admeses a les escoles de postgrau a Anglaterra, se'n va anar a la Universitat de Göttingen, a Alemanya, un dels principals centres matemàtics del món, on s'havia doctorat Sónia Kovalévskaia i més endavant Emmy Noether, per estudiar amb Felix Klein. La decisió d'admetre-la va haver de ser aprovada pel Ministeri de Cultura de Berlín i va ser part d'un experiment d'admissió de dones als estudis universitaris. El 1895, a l'edat de 27 anys, Chisholm es va convertir en la primera dona alemanya a obtenir un doctorat en qualsevol camp. Una vegada més, l'aprovació del govern havia de ser obtinguda per permetre-li fer l'examen, que consistia a respondre preguntes de diversos professors en seccions com la geometria, les equacions diferencials, la física, l'astronomia i l'àrea de la seva tesi, tot en alemany. Juntament amb la seva prova, va haver de seguir cursos de coneixement més ampli i preparar una tesi titulada Algebraic-gruppentheoretische Untersuchungen zur sphärischen Trigonometrie (Grups algebraics de trigonometria esfèrica).
Després de doctorar-se, Grace Chisholm va començar a col·laborar amb Willian Young, que va acabar per demanar-li matrimoni. Willian, de caràcter bohemi, viatjava i s'establia en diferents ciutats, per la qual cosa el matrimoni va passar gran part de la seva vida viatjant per Alemanya, Anglaterra, Itàlia; no obstant això, durant el primer any de casats van viure a Cambridge i a la fi d'any va néixer el seu primer fill.
Grace Chisholm Young es va dedicar intensament als membres de la seva nombrosa família, per instruir-los i formar-los acadèmicament. Els resultats de la seva tasca es van veure després en l'assoliment de cadascun d'ells: el seu fill Frank (Bimbo), que va morir durant la Primera Guerra Mundial, prometia ser un gran científic, Janet va ser física, Cecily es va doctorar en matemàtiques a Cambridge, Laurie també va ser matemàtic i Pat va ser un químic reconegut; així els seus fills van seguir els passos dels seus pares, però especialment de la seva mare, que en va ser la promotora i la que els va obsequiar amb el coneixement i la passió per les diverses branques de la ciència.
Quan va començar la Segona Guerra Mundial, encara que era sabut que el seu marit William simpatitzava amb Alemanya, Grace es va preocupar per la reacció que pogués tenir el país gemànic quan conegués la seva nacionalitat, per la qual cosa se'n va tornar sola a Anglaterra i, després de dos anys separats, William va morir sobtadament l'estiu de 1942, pocs dies abans de complir 79 anys. Grace va morir dos anys després, el 1944, als 76 anys.

## La seva obra
Grace Chisholm Young va dedicar gran part de la seva vida a les feines de casa, com la majoria de dones de la seva època, i va ser el gran pilar de la seva família i la principal font de coneixement dels seus fills, ja que a cadascun d'ells els va proporcionar una formació acadèmica i integral –que incloïa l'ensenyament d'un instrument musical– que va absorbir gran part del seu temps.
Després de tornar a Anglaterra el 1896 per casar-se, va reprendre les investigacions que havia iniciat a Gӧttingen sobre una equació per determinar l'òrbita d'un cometa. El seu marit va continuar la seva tasca entrenant en matemàtiques. Tot i això, el 1897 tots dos van tornar a Gӧttingen, animats per Felix Klein. Van assistir a conferències avançades i, mentre continuava les seves investigacions matemàtiques, el seu marit va començar a treballar creativament per primera vegada. Van visitar Torí a Itàlia per estudiar la geometria moderna i sota la guia de Klein van començar a treballar en la nova àrea de la teoria de conjunts. A partir del 1901, els joves van començar a publicar articles junts. Es tractava de la teoria de funcions d'una variable real i estaven fortament influenciats per les noves idees amb les quals havien entrat en contacte a Gӧttingen. El 1908 es van traslladar a Ginebra, a Suïssa, on va continuar amb la seva fundació, mentre que el seu marit ocupava una sèrie de llocs acadèmics a l'Índia i Regne Unit.
Tot i que la major part del seu treball va ser publicat conjuntament, es creu que es deu a Grace Chisholm gran part dels textos, i també va produir una obra independent que, segons l'opinió dels experts, era més profunda i important que la del seu marit. En total, van publicar uns 214 treballs junts. i quatre llibres. Va començar a publicar en nom propi el 1914 i va rebre el Premi Gamble de Matemàtiques pel Girton College per un assaig sobre infinits derivats el 1915. Aquest treball es va estimular amb desenvolupaments de microscòpia que van permetre veure un moviment molecular real. El seu treball entre 1914-16 sobre relacions entre derivats d'una funció arbitrària va contribuir al teorema de Denjoy-Young-Saks.
També van escriure un llibre elemental de geometria, The First Book of Geometry (1905), que va ser traduït a quatre idiomes, on recalcava la importància d'ensenyar geometria tridimensional i incloïa molts diagrames i plànols de figures, per arribar així al coneixement de propietats i teoremes; encara avui s'empren aquestes teories didàctiques. En aquest llibre també insistia en l'interès que tenia ensenyar geometria fent servir cossos geomètrics en tres dimensions. El 1906, la revista Youngs va publicar Theory of Sets of Points, el primer llibre de text sobre teoria de conjunts.
A més, va publicar dos llibres per a nens: Bimbo: A Little Real Story for Jill and Molly (1905) i Bimbo and the Frogs: Another Story Story (1907). El primer tenia com a objectiu explicar d'on venien els nadons als nens mentre que en el segon descriu el procés de la divisió cel·lular. El 1929 va iniciar una novel·la històrica The Crown of England, ambientada al segle xvi. Hi va treballar durant cinc anys, però mai es va arribar a publicar.